# Gruczoł prosty
Gruczoł prosty – gruczoł składający się z jednego odcinka wydzielniczego. Gruczoł ten charakteryzuje się krótkim przewodem wyprowadzającym lub jego brakiem, w związku z czym ściana odcinków wydzielniczych łączy się bezpośrednio z nabłonkiem pokrywającym.
Ze względu na kształt gruczoły proste pojedyncze dzielimy na:
- pęcherzykowe
- cewkowe
- cewkowo-pęcherzykowe